# Nueva Zelanda en los Juegos Olímpicos de Pyeongchang 2018
Nueva Zelanda estuvo representada en los Juegos Olímpicos de Pyeongchang 2018 por un total de 21 deportistas que compitieron en 5 deportes. Responsable del equipo olímpico fue el Comité Olímpico de Nueva Zelanda, así como las federaciones deportivas nacionales de cada deporte con participación.
El portador de la bandera en la ceremonia de apertura fue el esquiador acrobático Beau-James Wells.

## Medallistas
El equipo olímpico neozelandés obtuvo las siguientes medallas:
| Nombre               | Deporte          | Competición |
| -------------------- | ---------------- | ----------- |
| Oro                  |                  |             |
| —                    |                  |             |
| Plata                |                  |             |
| —                    |                  |             |
| Bronce               |                  |             |
| Nico Porteous        | Esquí acrobático | Halfpipe M  |
| Zoi Sadowski Synnott | Snowboard        | Big air F   |